# Мерион
Мерион (грч. Μηριόνης) је у грчкој митологији био стрелац са Крита, Молов (или Молотов) и Мелфидин син, учесник тројанског рата.

## Митологија
Био је вођа Крићана у тројанском рату, коме је допринео, заједно са својим пријатељем и рођаком Идоменејем, са осамдесет лађа. Желео је да се бори у двобоју са Хектором и да са Диомедом уходи тројанску војску. Ипак, Диомед је изабрао Одисеја као свог пратиоца, а Мерион му је дао свој лук, тоболац, мач и шлем. Мерион је убио многе јунаке; Ферекла, Хипотиона, Морида, Адаманта, Харпалиона, Акаманта, Лаогона, а ранио је и Дејфоба. Међутим, највеће јунаштво је показао када је штитио Патроклов леш, а на играма приређеним поводом смрти овог јунака, био је најбољи у натезању лука, а други у бацању копља. Био је и један од јунака скривених у тројанском коњу. О њему су писали Хомер у „Илијади“ и Хигин. Након разарања Троје, вратио се са Идоменејем на Крит и обојица су били поштовани у Кносу као хероји. Према Диодору, бура је скренула пловидбу лађе на којој су пловили њих двојица на Сицилију, где су их прихватили критски колонисти. Одатле су се вратили на Крит.